# Captal de Buch
Pour les articles homonymes, voir Buch.
 (mars 2024).
Le titre de captal de Buch désigne les seigneurs qui régnaient du Moyen Âge jusqu'à la Révolution française sur le captalat de Buch. Captal est un mot gascon ancien ayant le sens de « chef, capitaine, seigneur », issu du latin căpĭtālis « capital, qui tient la tête, qui est le principal ». Le captalat se résume alors à une partie (au sud) du pays de Buch couvrant un territoire comprenant les paroisses de La Teste, de Gujan et de Cazaux, correspondant aujourd'hui à celui des communes d'Arcachon, de La Teste-de-Buch et de Gujan-Mestras. 

## Dynasties
Quatre familles ont successivement possédé le captalat de Buch :
- La famille de Bordeaux[2] (de v. 1250 à 1328)

Riche famille occupant déjà un rang privilégié au XIe siècle à Bordeaux. Bien qu'elle connût une extinction rapide, elle connut son apogée au milieu du XIIe siècle.
- La famille de Grailly (de 1328 à 1593)

Les Grailly, originaires du pays de Gex dans l’ancienne Bourgogne, possèdent également des terres en Savoie. Ils ne sont en Gascogne que depuis trois générations quand un mariage avec la dernière héritière de la famille de Bordeaux leur apporte tous les biens de ces derniers en pays de Buch.
- La famille de Nogaret de La Valette, duc d’Epernon (de 1593 à 1713)

Les Nogaret de la Valette sont originaires de Gascogne. Jean-Louis de Nogaret de La Valette, premier duc d'Epernon est en effet né au château de Caumont (aujourd'hui dans le Gers), monument construit par son grand-père Pierre de Nogaret de La Valette en 1535. Jean-Louis de Nogaret de La Valette et son fils Henri de Foix-Candale acquièrent les terres du captalat de la même façon que les Grailly, par une union matrimoniale avec Marguerite de Foix-Candale.
- La famille d’Amanieu de Ruat (de 1713 à 1803)

Le captalat n'entre dans la famille de Ruat (les seuls originaires de la région) ni par mariage ni par héritage, mais par l’achat au dernier Foix-Grailly, que fait le 23 août 1713 Jean-Baptiste Amanieu de Ruat, baron d’Audenge, conseiller du roy en la cour du parlement de Bordeaux.

## Maison de Bordeaux

### Pierre IV de Bordeaux, seigneur de Puy-Paulin
Né vers 1208, il meurt avant 1274.  Sénéchal de Bigorre en 1248, co-sénéchal de Gascogne en 1253, lieutenant du prince Edouard en 1255, cette grande figure bordelaise est aussi Captal de Buch. Il a quatre enfants dont trois garçons : Pierre-Amadieu, Pierre V, Guillaume et une fille, Mathe de Bordeaux.

### Pierre-Amanieu de Bordeaux (Pey-Amanèu de Bordeaux)
Encore sous tutelle en mars 1274 à la mort de son père Pierre IV, il obtient officiellement du titre de Captal de Buch en décembre 1280. Il se marie le 6 janvier 1289 avec Jeanne, dame de Lavardac de Périgord, sgr de Lavardac, née vers 1275, décédée avant juillet 1344. Il fait son testament le 20 mai 1300 et meurt peu après dans l'année, sans héritier, transmettant le titre de Captal de Buch à son neveu le Massip.

### Pierre de Bordeaux, ditle Massip(Pey de Bordeaux)
Baron de Certes, il est le fils de Pierre V et hérite de son oncle Pierre-Amadieu le captalat de Buch en 1300 et devient le plus puissant seigneur du pays de Buch. Comme son oncle, il meurt sans héritier. Tous les biens de la famille de Bordeaux reviennent à sa sœur : Assalhide de Bordeaux

### Assalhide de Bordeaux
Captale de Buch, sœur de Pierre de Bordeaux le Massip, Assahilde épouse Pierre II de Grailly en 1307 et meurt en 1328.

## Maison de Grailly

### Jean II de Grailly (Johan II de Grailly)
Fils d’Assalhide et de Pierre II, il est Captal de Buch de 1328 à 1343, il a pour épouse Blanche de Foix.

### Jean III de Grailly (Johan III de Grailly)
Le plus illustre des Captaux. Par sa mère, il descend du roi de France Louis VIII. C'est un fidèle vassal du roi d’Angleterre, duc d’Aquitaine. Il est aux côtés du Prince Noir,  lors de sa chevauchée ainsi que le 26 septembre 1356 à la bataille de Poitiers, où le roi de France Jean II le Bon est fait prisonnier. 

Capturé par Bertrand du Guesclin à la bataille de Cocherel  en 1364, il retrouve sa liberté en servant d’intermédiaire entre le roi de France et le roi de Navarre. Il est à nouveau fait prisonnier à Soubise le 23 août 1372 et meurt à Paris en 1376, toujours captif du roi de France. Il désigne son oncle Archambaud de Grailly comme héritier .

### Archambaud de Grailly
Captal de Buch en 1376, Archambaud de Grailly épouse Isabelle de Foix en 1380. Ce mariage lui apporte en dot le comté de Foix, celui de Castelbon, la Bigorre, le Marsan et le Béarn qu'il obtient après la mort de Mathieu de Foix-Castelbon, comte de Foix survenue le 5 août 1398. Entre 1389 et 1403, le sénéchal de Toulouse Colard d'Estouteville, met la main du roi sur le comté et reçoit l'ordre de l'envahir le 19 août. Finalement les lettres de rémission du 10 mars 1401 accordent l'héritage à Isabelle de Foix et à son mari.

Tous leurs descendants abandonnant le nom de Grailly pour celui de Foix, ils sont appelés les "Foix-Grailly" en Pays de Buch. Archambaud meurt en 1411.

### Gaston1erde Foix-Grailly
Captal de Buch en 1411, Gaston Ier combat vaillamment à Azincourt dans les rangs Anglais. Après le Traité de Fronsac (12 juin 1451) que passe le roi de France avec les Bordelais et les seigneurs de Guyenne, Gaston Ier, pour ne pas prêter serment au roi de France conclut un accord privé avec celui-ci. Puis, il vend ses biens de Gascogne dont le Captalat de Buch, partie à son neveu, comte de Foix, vassal du roi de France et partie au comte de Dunois. À la mort de Charles VII en 1461, et après la fin de la domination Anglaise de la Guyenne, dans un but politique le roi Louis XI rend le Captalat à Jean de Foix, comte de Candale.

### Jean de FoixGrailly, comte de Candale
Devenu Captal en 1461, il est de retour en Pays de Buch après sept années en prison au château de Taillebourg en Saintonge après la bataille de Castillon, et un séjour en Angleterre. Il épouse Marguerite de Suffolk Kandall, descendante du roi Édouard III, permettant aux Foix-Grailly d'ajouter à leurs titres celui de comte de Candale. 
Jean de Foix-Grailly meurt en 1485, laissant le Captalat à son fils.
En 1468, il reconnait aux habitants du Captalat le droit de gemme et celui d'obtenir du bois de la montagne de La Teste de Buch (forêt usagère). Il est à l'origine du droit d'usage toujours en vigueur en forêt de La Teste de Buch.

### Gaston II de Foix-Grailly-Candale
Captal de 1485 à 1500, il a trois enfants de Catherine de Foix: Gaston, son successeur, Jean, archevêque de Bordeaux de 1501 à 1529 et Anne, reine par son mariage avec Ladislas, roi de Bohême et de Hongrie.

### Gaston III de Foix-Grailly-Candale, ditle boiteux
Captal de 1500 à 1536.

### Fréderic de Foix-Grailly-Candale
Captal de Buch de 1536 à 1571, il use sa fortune dans les guerres contre les protestants. En 1550 il donne aux habitants le droit de pacage à perpétuité sur les vacants du Captalat, sous réserve d'un droit de reprise au cas où un acquéreur se présenterait pour mettre ceux-ci en culture.

### Henri de Foix-Grailly-Candale
Il vient tout juste de succéder à son père en 1571, quand il est tué en 1572, au siège de Sommières, place du Languedoc tenue par les protestants. Marié à Marie de Montmorency, il laisse deux filles mineures: Françoise et Marguerite. Le Captalat passe alors pendant leur minorité à leur oncle et tuteur, Henri-François, évêque d'Aire.

### Henri-François de Foix-Grailly-Candale
Captal en 1572, il assume la tutelle de deux filles de son neveu Henri et se retire en 1587, quand Marguerite épouse le duc d'Epernon. Né en 1512, mort en 1594, Henri-François de Foix-Candale est un savant, un humaniste, un philosophe dont la réputation dépasse largement les frontières de l'Aquitaine. Il publie et commente les œuvres d'Euclide, publie, en latin d'abord puis en français, le « Pimandre » d'Hermès Trimégiste et écrit un traité sur l'Eucharistie. Il invente plusieurs machines, fait des expériences de chimie et compose un élixir connu sous le nom « d'eau de Candale ». Il fonde une chaire de mathématiques au collège de Guyenne et à sa mort, lègue sa riche bibliothèque au couvent des Augustins.

## Maison d'Épernon

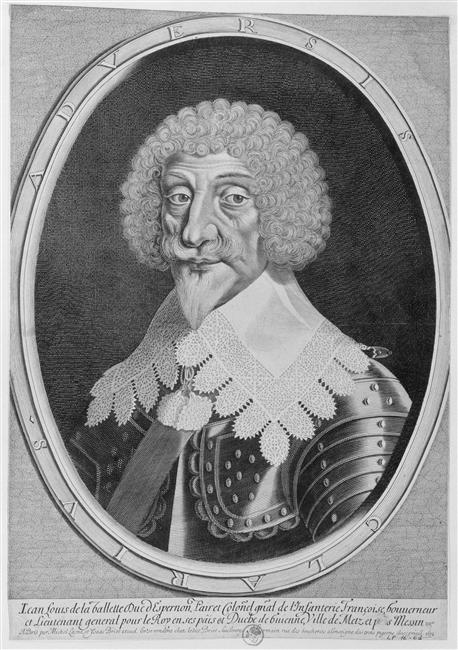
Jean-Louis d'Epernon en 1632.

### Marguerite de FoixetJean-Louis de Nogaret de La Valette, duc d'Epernon
Marguerite de Foix épouse Jean-Louis de Nogaret de la Valette, premier duc d'Epernon, le 23 août 1587, mais elle meurt six ans plus tard en 1593 à l'âge de 26 ans après lui avoir donné trois enfants. 

Censé administrer le Captalat jusqu'à la majorité de son fils aîné, Henry né en 1591, Jean-Louis d'Epernon, son père, se comporte en fait comme l'héritier de sa femme et se comportera comme Captal de Buch jusqu'à sa mort en 1642. Pair de France, colonel-général de l'infanterie, amiral de France, gouverneur de Guyenne, c'est un grand seigneur. Aux habitants de La Teste, il offre la chapelle de son château afin qu'elle leur serve de nouvelle église paroissiale, la précédente ayant été engloutie par les sables. Il meurt en 1642 à l'âge de 88 ans.

### Bernard d'Épernon

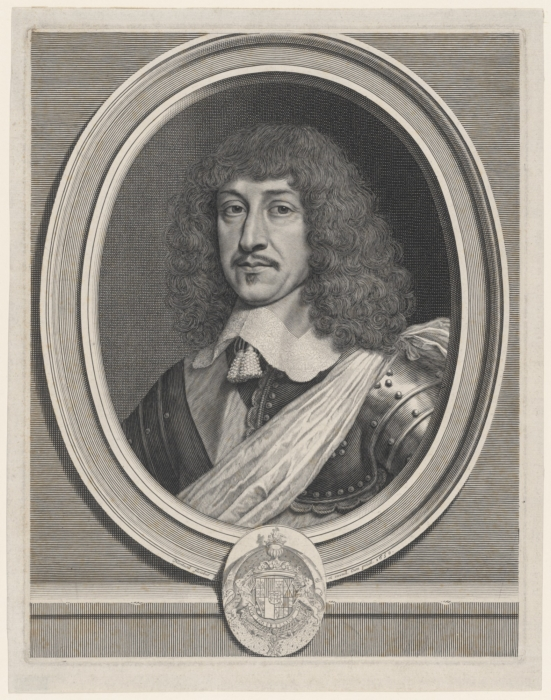
Bernard d'Epernon en 1650.

Bernard d'Epernon, fils cadet de Jean-Louis, hérite de son père, son frère aîné, Henry, étant décédé en 1639. En premières noces, il épouse Gabrielle Angélique, fille légitimée d'Henri IV et d'Henriette de Balsac. Veuf en 1627, il épouse Marie de Cambaut de Coislin, nièce du cardinal Richelieu, en 1634. À sa mort en 1661, il est le dernier Captal de la famille d'Épernon, son fils unique d'avec Gabrielle Angélique, Louis-Charles (1627-1658), étant mort avant lui. 
Succédant à son père, il est Gouverneur de Guyenne jusqu'à sa mort en 1661, sauf durant son exil en Angleterre (1638-1643) et durant sa charge de Gouverneur de Bourgogne (1651-1659).
Le captalat passe à la maison de Foix-Grailly-Candale, et le légataire universel de Bernard d'Epernon est Jean-Baptiste Gaston de Foix-Candale

## Maison de Foix-Grailly-Candale

### Jean-Baptiste Gaston de Foix-Candale
Jean-Baptiste Gaston de Foix-Candale (1638-1665), hérite à 23 ans, en 1661, du Captal de Buch. Marié en 1664 à Madeleine Charlotte d'Ailly, il n'aura qu'une fille, Marie de Foix-Candale, en juillet 1665. Peu après sa naissance, ses parents meurent : sa mère en août 1665 et son père à 27 ans en décembre 1665, si bien que Marie sera Captale de Buch étant encore nouveau-née.

### Marie de Foix-Candale
Marie de Foix-Candale (1665-1667) sera Captale de Buch sous tutelle peu de temps, puisqu'elle meurt à son tour en bas âge en mai 1667. Son héritier est son oncle : Henri de Foix-Candale (1640-1714).

### Henri-François de Foix-Candale
Ses biens mis « en direction » par arrêt du Conseil de roi en septembre 1668. Il les retrouve en 1684, dont le Captalat de Buch. Il s'agit d'un homme aimable, considéré comme un épicurien. Il n'en demeure pas moins jaloux de ses droits, il s'est emparé de la cargaison du vaisseau « le Saint Pierre » échoué sur la côte du Porge en 1697, bien que ce privilège accordé aux Captaux de Buch par le roi d'Angleterre ne soit plus toléré depuis une ordonnance royale de 1681. Dernier Captal de la famille de Grailly, il vend le Captalat à Jean-Baptiste Amanieu de Ruat, baron d'Audenge, conseiller au Parlement de Bordeaux, en 1713.

## Maison d'Amanieu de Ruat
Les Amanieu étaient « marquis de Buch, baron d’Audenge, captaux de Buch, seigneurs de Malaret, Sanguinet, Artiguemale, La Salle, Gujan, Casaux, Ruat, Fompeyre, la Rescade, Sacolle, Lafitte, Mistre ». Cette vieille famille du pays de Buch, anoblie  en 1654, compta de 1664 à 1763 quatre conseillers au parlement de Bordeaux. 
Une rue où se trouvait l'hôtel bâti par François-Alain Amanieu de Ruat porte le nom de « rue de Ruat ».

### Jean-Baptiste Amanieu de Ruat
Né en 1676, il épouse en 1702 Marie-Colombe Bauduer († 1703) et en secondes noces en 1705, Dame Dubreuilh de Fonréaux (1690-1723). Il entre rapidement en conflit avec les habitants, notamment les marins testerins. Considéré comme l'un des précurseurs de la fixation des dunes en Aquitaine il fait des essais de fixation des sables mobiles par des semis de pins maritimes à La Teste de Buch dès la première moitié du XVIIIe siècle entre 1716 et 1724. Il arrêta ces essais en 1733 lorsque « quelqu’un par malice ou sous prétexte qu’il ne pouvait pas faire pacager son bétail, les incendia, ce qui fut cause qu’on cessa cette plantation, par crainte d’éprouver le même sort ». C'est à cette époque que les Ruat en conflit permanent avec le seigneur de Certes, à la suite d'un accord de remembrement de 1730, cessent d'être barons d'Audenge, et le Teich est intégré aux terres des Ruat, sans pour autant faire partie du Captalat. Captal de Buch et seigneur du Teich il réside dans son château de Ruat. Mort en 1735, il est enterré dans la chapelle de Ruat en l'église du Teich en 1739 aux côtés de son père, ses deux femmes et deux de ses enfants.

### François-Alain Amanieu de Ruat
Né en 1716, il est conseiller grand chambrier au Parlement de Bordeaux. En 1736, il épouse Jeanne Ferrande de Lalande († 1773). Le couple aura vingt enfants dont douze ayant survécu. Des soucis d'argent lui font vendre des parcelles de landes au Teich au sieur Nézer qui tente de les mettre en culture. Contre les sables, il continue la campagne entreprise par son père, fait ensemencer les dunes jusqu'au Moulleau de 1782 à 1787 et adresse plusieurs mémoires à l'Intendant de Guyenne concernant « la nécessité d'arrêter les ravages qu'occasionnent journellement les sables de la mer sur la côte de La Teste de Buch, et les moyens d'y parvenir. ». Il conçut dans les années 1760 un plan pour maîtriser les dunes. François-Alain Amanieu de Ruat décède en 1776. Il est inhumé à Bordeaux, dans l'église Saint-Christoly. L’aîné de ses fils, François prit la succession de son père tandis que le second et dernier fils, Joseph, entra dans les ordres et se fit augustin.

### François Amanieu de Ruat
Né en 1742, il est conseiller de l'Ordinaire au Parlement de Bordeaux. En 1773 il épouse en 1773 Blanche de Laroze († 1801). En 1772 il adresse à l'Intendant de Guyenne une requête au Roi afin d'obtenir que les dunes concernées par les essais de fixation des sables soient affranchies de droit d'usage et de pacage. C'est à lui que revient le mérite d'avoir été le premier à ensemencer les dunes. En effet en mars 1779, il obtient du Conseil du Roi, la concessions des dunes de La Teste, Gujan et Cazaux à titre « "d'acensement" et de propriété incommutable à la charge de les planter en pins et autres arbres en quantité suffisante pour contenir les sables et  arrêter leurs progrès ». De 1782 à 1787, avec la coopération indispensable des habitants, il s’emploie à faire semer les dunes et les lettes de graines de plantes rampantes contre l'effet des vents, puis des pins et des glands de chênes devant former une forêt rempart mais finalement il doit interrompre ces travaux faute d'argent. L'ingénieur Brémontier n'a fait que poursuivre son œuvre. En 1793 il est incarcéré quelque temps à la prison des Ursulines à Bordeaux, puis libéré. N'ayant pas émigré, il conserve ses biens n'étant pas de droit féodal. Dernier Captal de Buch il meurt à Bordeaux en 1803.